# Vajta
Vajta là một thị trấn thuộc hạt Fejér, Hungary. Thị trấn này có diện tích 23,43 km², dân số năm 2010 là 1053 người, mật độ 45 người/km².